# Escalada de hierba

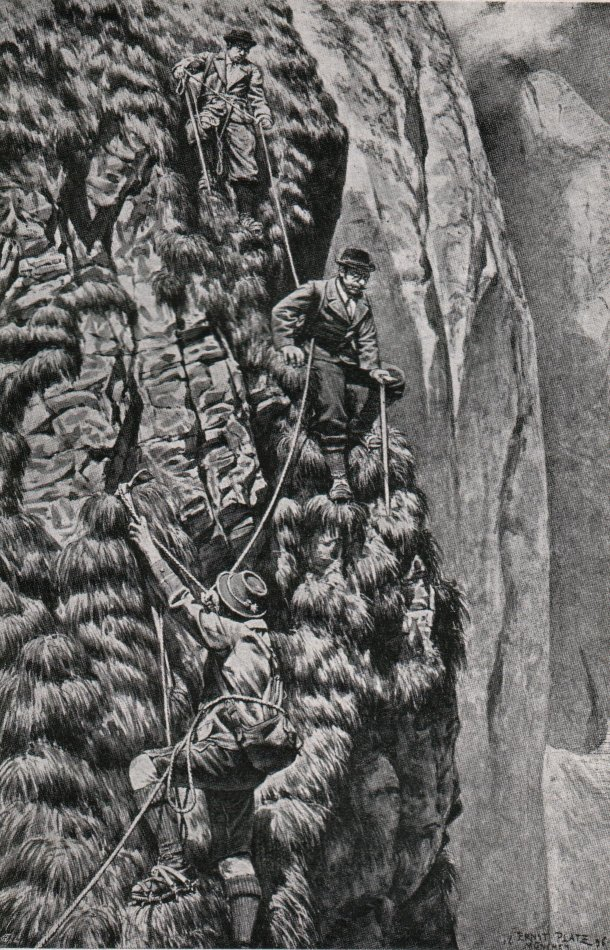
Descenso de la cara sureste de la cumbre este de Höfats en un dibujo de Ernst Platz en el Anuario del Club Alpino Alemán de 1896

La escalada de hierba (en alemán: Grasklettern) es un tipo de escalada en la que, a diferencia de la escalada en roca, el escalador tiene que escalar laderas de hierba muy empinadas, a través de las cuales sobresale en algunos lugares la roca subyacente.

## Descripción
Este tipo de escalada se utiliza en los Alpes, especialmente en la cordillera bávara conocida como Alpes de Allgäu, donde las numerosas montañas de hierba, que no son altas, pero sí muy empinadas, hacen necesario o posible este modo de ascenso (por ejemplo, en Höfats, Himmelhorn y Schneck).
Otras regiones notables por la escalada sobre hierba incluyen: las gargantas del Himalaya, Escocia, los montes Tatras de Polonia, y Lofoten.
El nivel de protección posible al escalar hierba suele ser menor que el de la escalada pura en roca. Como resultado, las caídas fatales son más comunes. Los escaladores de hierba experimentados suelen utilizar una herramienta para hielo.